# Platypalpus melanochaeta
Platypalpus melanochaeta är en tvåvingeart som först beskrevs av Mario Bezzi 1899.  Platypalpus melanochaeta ingår i släktet Platypalpus och familjen puckeldansflugor.
Artens utbredningsområde är Italien. Inga underarter finns listade i Catalogue of Life.